# Kammerorkester
Kammerorkester betegner et orkester, der er mindre end et symfoniorkester; ofte en mellemting mellem et kammerensemble og et orkester. 
Et kammerorkester har højst 50 musikere, fordelt på en strygergruppe med 20-25 musikere og nogle blæsere. Repertoriet består primært af klassiske værker, eksempelvis Haydn, Mozart og Beethoven, den tidlige romantik (Schubert, Mendelssohn) samt værker skrevet til kammerorkestre i 1900-tallet.
Markante danske kammerorkestre er for eksempel Kolding Kammerorkester, Slagelse Kammerorkester og Randers Kammerorkester.
| Musik | Spire Denne musikartikel er en spire som bør udbygges. Du er velkommen til at hjælpe Wikipedia ved at udvide den. |